# 蘇艾

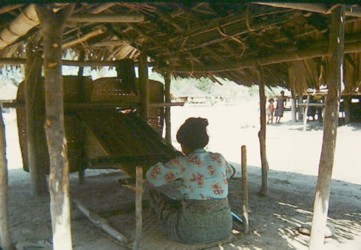
居民用織布機工作

蘇艾（Suai）是東帝汶的城市，是該國西南部科瓦利馬區的首府，位於首都帝力西南138公里，距離南面的帝汶海數公里，人口23,000。

## 外部連結
- .   [2009-01-07]. （原始内容存档于2021-03-01）.

9°19′S 125°15′E / 9.317°S 125.250°E